# Tomika
Tomika (富加町?) è una cittadina giapponese della prefettura di Gifu.